# بطولة تونس للكرة الطائرة للرجال 1966-1967
بطولة تونس للكرة الطائرة للرجال 1966-1967 هو الموسم رقم 12 من بطولة تونس للكرة الطائرة للرجال.

فاز بهذا الموسم الترجي الرياضي التونسي.

## روابط خارجية
- الموقع الرسمي للجامعة التونسية للكرة الطائرة.